# Hélécine
Hélécine (in olandese Heilissem, in vallone Élessene) è un comune belga di 3 109 abitanti, situato nella provincia vallona del Brabante Vallone.